# マイケル・ジョイナー
マイケル・ジョイナー（Michael Joiner、1981年10月28日 - ）は、アメリカ合衆国のプロバスケットボール選手。ポジションはフォワード。

## 来歴
ノースカロライナ州のファイエットビル出身。ファイエットビルのセブンティ ファースト高校では州のファーストチームとMVPに選出されている。2000年に卒業してフロリダ州立大学に進学し、アトランティック・コースト・カンファレンスのオールルーキーチームに選出されている。
2004年大学卒業後はプロ選手となり、2004-05シーズンはイギリスBBLのシェフィールド・シャークスと契約。その後はCBAのアルバニー・パトロンズ（2005-06）、WBAのアーカンソー・アークエンジェルズ（2006）、オランダのデモン・アストロノーツ・アムステルダム（2006-07）に所属
2007年、ニュージーランドNBLのカンタベリー・ラムズで18試合に出場して1試合平均19.3得点を記録した後、2007-08シーズンはD-リーグのスーフォールズ・スカイフォース、韓国の大邱オリオンズ（2008-09）、2009年に再び契約したスーフォールズで8.5得点、4.9リバウンド、1.5アシスト。2010年はD-リーグのオースティン・トロス、中国のヘナン・ジュアンに所属、2010-11シーズンは再びオースティン・トロス。
2012年7月、bjリーグの埼玉ブロンコスと契約したが、家庭事情のため開幕前の9月に退団した。2013年、再度来日し埼玉と契約した。背番号21。2013-14レギュラーシーズン全52試合に出場して1試合平均14.7得点、7.5リバウンド、1.5アシスト、1.1スティール。
2019-20シーズンはNBAゲータレード・リーグのメンフィス・ハッスルのアシスタントコーチを務めた